# Farbergskärrets naturreservat
Farbergskärrets naturreservat är ett naturreservat i Jönköpings kommun i Småland.
Området är skyddat sedan 2020 och är 154 hektar stort. Det är beläget sex kilometer sydväst om Barnarps kyrka  och består av en högmosse med barrsumpskog och småvatten.